# Kamaravalli, Mysore
Kamaravalli là một làng thuộc tehsil Mysore, huyện Mysore, bang Karnataka, Ấn Độ.